# Simulium omorii
Simulium omorii es una especie de insecto del género Simulium, familia Simuliidae, orden Diptera.
Fue descrita científicamente por Takahasi, 1942.